# 南长河
39°56′54″N 116°17′55″E / 39.94841°N 116.29871°E

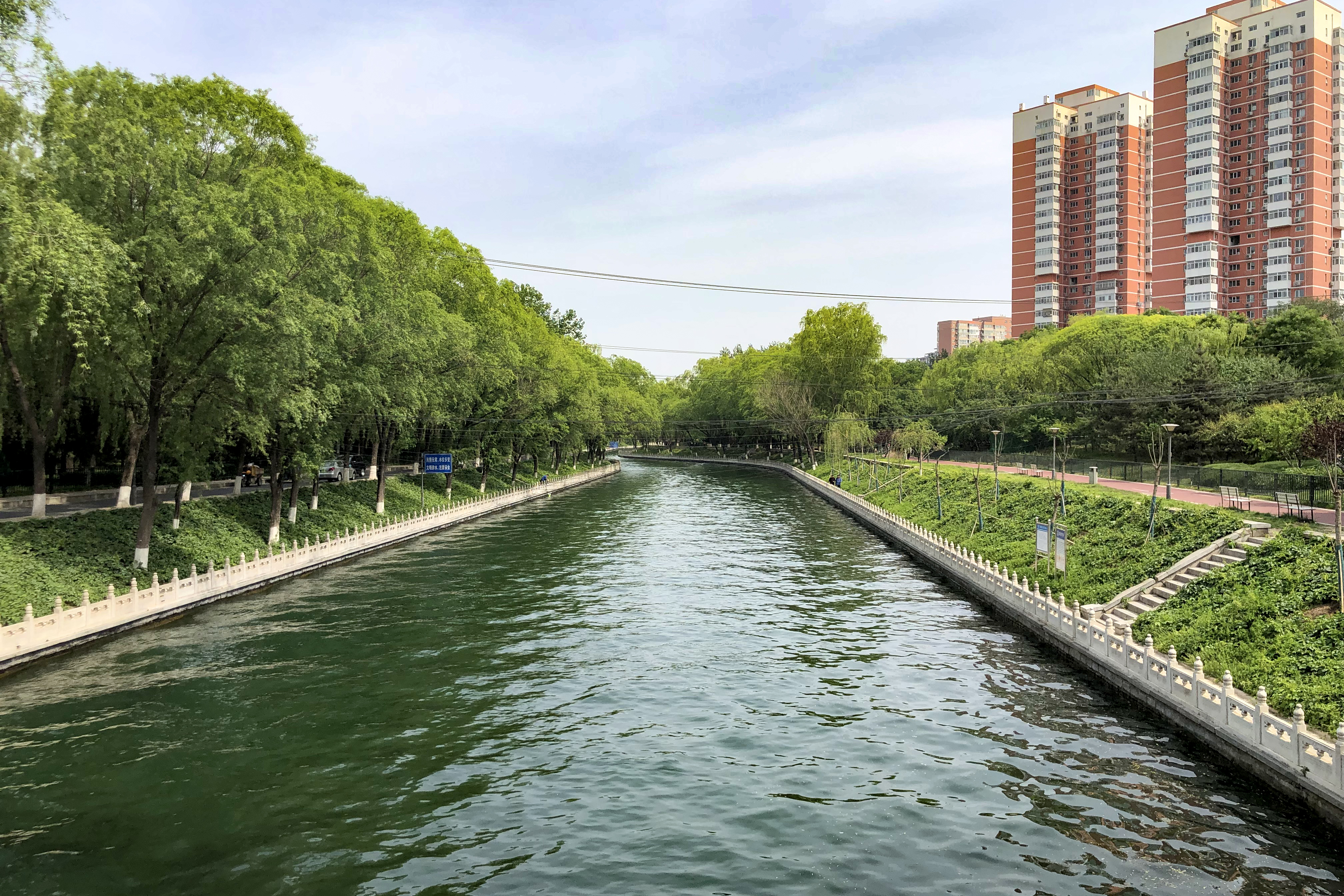
南长河麦钟桥以东段（2021年5月）

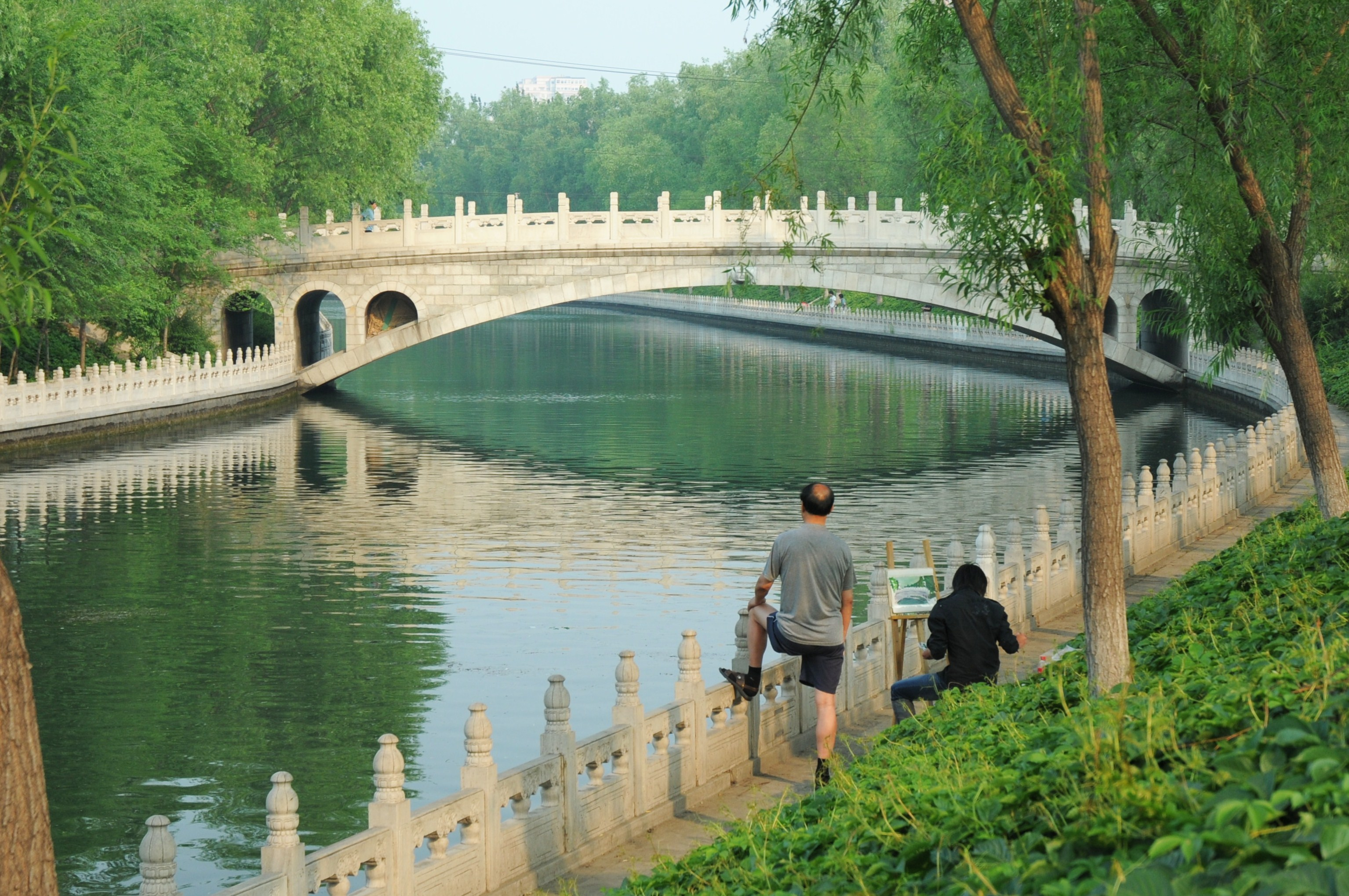
麦钟桥

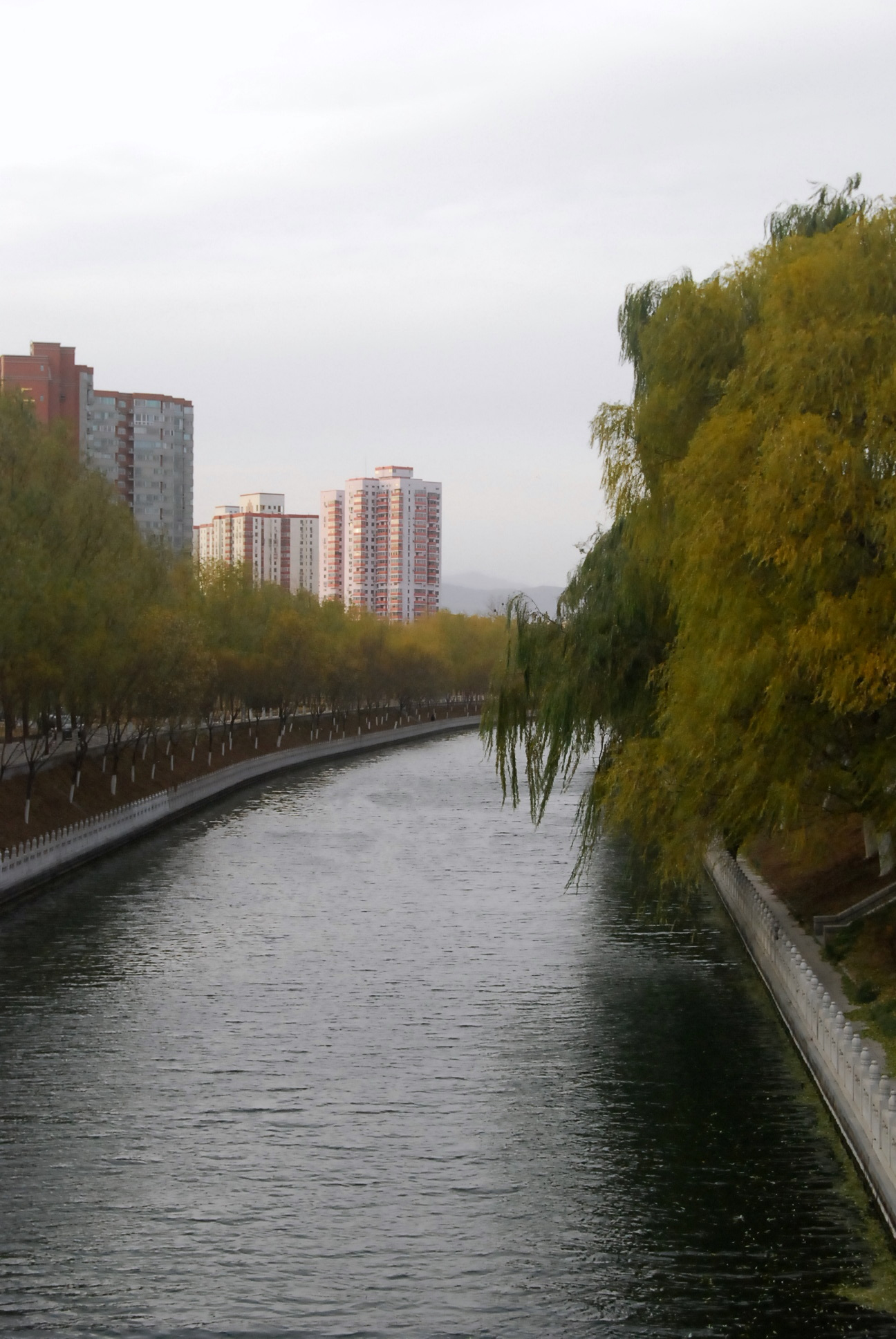
南长河万寿寺段

南长河，又稱長河，是北京城西北面的一条河流，上接京密引水渠昆玉河段，下接积水潭德胜门护城河，流入北京护城河。 南长河和积水潭、什刹海、北海、中海属于「长河水系」。长河的水通过北护城河最终注入朝阳公园。
南長河系古代通惠河漕运水源河道。在修建京密引水渠前，长河是指从昆明湖到紫竹院湖的河道， 紫竹院湖到积水潭称为高梁河。1905年初，由于修建京张铁路和西直门火车站，高梁河在高梁桥附近的河道，向北绕过西直门火车站，再向南与北护城河相接，形成“几”字形，后被称之为转河。北起昆明湖绣绮闸，1966年修建京密引水渠后改指长春桥（引水渠）至高梁桥（北护城河）。全长5.5公里，途径紫竹院公园和北京动物园。
紫竹院船闸是北京市第一座现代化船闸。正常通航上游水位49.0m，下游水位47.5m。宽6m，长25m。上下闸首人字门两侧由100kN卧式液压启闭机操作。